# Údolní nádrž Nýrsko
Údolní nádrž Nýrsko är en reservoar i Tjeckien. Den ligger i den västra delen av landet, 130 km sydväst om huvudstaden Prag. Údolní nádrž Nýrsko ligger 665 meter över havet.  I omgivningarna runt Údolní nádrž Nýrsko växer i huvudsak blandskog.